# 善會 (慈善團體)

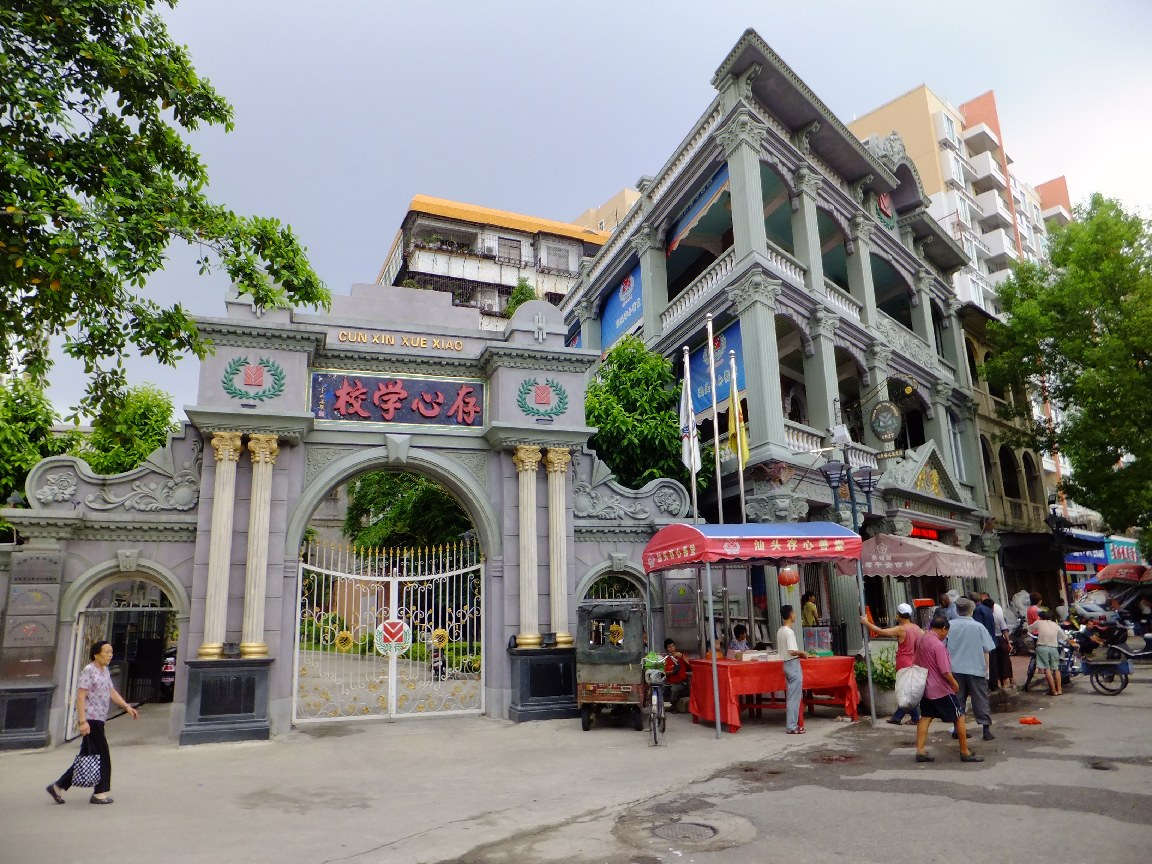
位于汕头外马路的存心善堂

善會是中國南宋時期萌芽，明清时期开始興盛的、民間經營的慈善團體，其辦事處及行善舉的設施稱「善堂」。主要從事救濟、救荒、育嬰、診療、恤嫠、贍老、施棺、義冢等善舉。早期的善會也會舉行教化民眾的演講，稱「會講」。善會源於明代末年，最早的善會是1590年的同善會，由楊東明於河南虞城縣設立，其後數十年推廣到全國各省，後來許多善會仍沿用「同善會」名稱。
善會有會規會則，權責分工，接受會員監察。經費來自會員會費、定期捐獻和善會本身的土地房產。善會往往各自編印年度報告交代收支及活動，稱「徵信錄」。善會大多設於富庶城市，如北京、江蘇、浙江、廣東三省的城鎮，在河北和山東則較少出現。著名的善會有上海同仁堂、輔元堂、廣州愛育善堂、瀋陽同善堂、寧波行仁會等等。有些在河北、山東、福建的官員會下令設置善堂，但往往未能久存。

## 各地情况

### 潮汕
宣和七年大峰祖師從福建雲游到现今的潮汕和平地區。時逢干旱，瘟疫流行，不時可見陳屍在路上，釋大峰看到这種情形，于是設壇於“獅尾石”一邊念經為百姓祈福，一邊清潔飲水，並採藥為民治病。並至福建募款在練江起造16孔和平橋，此後潮汕地區有善會、善堂三百餘處，均以大峰祖師為號召。此為善堂有史可考之濫觴。

### 廣州

#### 背景
绅商主办的慈善机构相继出现在19世纪下半叶至20世纪初，在此之前，官府倡导或主持的慈善机构包括育婴堂（1744年落成）、恤嫠公局（1818年设）、普济院（1722年设）等，它们均坐落于东城和东郊，经费主要来自官府，士绅参与经理。但这些慈善机构相对于迅速扩大的城市，不仅数量太少，而且规模均较小，发挥的作用也十分有限。其中恤嫠公局虽于道光年间在新城东部建有局所，但光绪中期张之洞督粤时改建南园，局废后一直无力重建，此后的实际职能只是每季借文澜书院发恤银而已。这些官办机构远远无法满足太平軍之役后城市社会救济的需求，因而以绅商为主导的善堂纷纷兴起。

#### 发展
从1896年至20世纪初，先后设立于广州的各种善堂共有15家以上，其中润身善堂、爱育善堂、广仁善堂、广济医院、方便医院、崇正善堂、述善善堂、明善善堂、惠行医院，是清末民初著称一时的广州“九大善堂”。它们多分布于西关人口密集、工商业繁盛的地区；其余六家善堂的影响力较这九家小，分布在南关、河南与东关。从善堂的创办人及资金来源来看，它们的存在均是由商人行会及富有的绅商支持的。位于西关十一甫的崇正善堂，由商人陈基建、陈启沅(创建中国第一家机器剿丝厂的商人)等创办，其章程规定，“堂内同人凡创办善事，俱归商人料理”。善堂的创办和经营，也促使商人打破行业界限走向横向协作。方便医院最初由善董吴玉阶等筹设，规模不大，后得到各行商人资助，列名的倡建总理值理为董事，另外每年再从七十二行中推举两行为总理，两行为协理。“院中钱银各事，概归当年总理专管，协理帮同兼顾，以佐其成；董事参理其间，集思广益”。各行商人显然要为此相互协作。得到商人行会支持的方便医院，规模不断扩大，“数年间扩充留医房舍，招待中外病人，年以万计，以至今日为九大善堂之冠”。
善堂也是广州商界与绅界合作维持的重要领域，一些出头露面的善董，不少是有功名、官衔的绅商或省中大绅，如广仁善堂(全称两粤广仁善堂)的倡设，“系两粤诸人士合力维持”，列名倡建总协理名单的，几乎包括了所有广州的著名大绅和绅商。该善堂以宣讲圣谕为首务，延聘“通儒”，编辑《圣谕广训疏义》作为宣讲读本。但堂内经费仍主要来自商人，规定“凡捐款至十元以上者，俱为堂内同人，可以随时公举当总协值理之职，办理堂内各事”。据称堂内的“办事人等自总理以逮司事概系商贾殷实之家”。
善堂以赠药施医、救灾善后、救助贫困残疾、抚养弃婴、施粥施衣等善举为其主要功能，但各善堂种类不同，各有所侧重。大多数善堂还兼宣讲圣谕与善书以劝善，各善堂章程通常都明确规定，除办善举外，“所有地方公事概不干涉”，或“概不干预他事”等。善堂自觉担负清朝乡约所承担的宣扬皇朝教化的职能，起着减少社会冲突与动乱的作用。因此，它获得官府的合法性认可。然而，既然善堂已成为各行商人之间及商与绅扩大社会联系的一个场所，各行董、商董和绅界领袖可为地方善事商议协调，那么，在一定条件下，他们就将会超越善举的界限，涉足地方公事，其成员甚至可能转化为政治性社团的创办者。

#### 价值
黄花岗广州起义，七十二烈士尸骨一直无人敢收，这时方便医院出面收殓了烈士。方便医院是当时广州九大善堂之首，它是由广州南北行(中药业)、金丝行(丝绸业)、三江行(土杂货业)发起募捐建设的，事业种类包括：“留医、赠药、急赈、敛葬”。1938年以后方便医院成为了西医院（现广州市第一人民医院）。
此外还有位于广州西关第十甫的崇正善堂，广州西关蟠龙南的四庙善堂，广州西关十八甫南的爱育善堂，四善堂以内儿科出名；惠行善院以疮疡科闻名，所制丸丹膏散，很有功效，附近贫困乡民，求医甚众。另外还有广州一德路的广济医院，广州河南德兴直街赞育医社……九大善堂虽然离现代意义上的医院尚有差距，但他们对于中医中药在广东的发展起到了重要的作用。